# ألكسي فيدوروف
ألكسي فيدوروف (بالروسية: Фёдоров, Алексей Дмитриевич)‏ Alexei Fedorov (ولد في 27 سبتمبر 1972 في موجيليف في بيلاروسيا) لاعب شطرنج بيلاروسي يحمل لقب أستاذ كبير.

## حياته
- ولد في موجيليف في بيلاروسيا ضمن الاتحاد السوفييتي سابقاً، ولعب للاتحاد السوفييتي ثم لروسيا فترة قصيرة، ثم للاتحاد البيلاروسي للشطرنج منذ عام 1993.

## ألقاب
- نال لقب أستاذ دولي عام 1992، ولقب أستاذ كبير عام 1996.

## إنجازات
- فاز ببطولة بيلاروسيا للشطرنج عام 1993، 1995، 2005، 2008.
- لعب في أولمبيادات الشطرنج سبع مرات.
- لعب في بطولة العالم للشطرنج أعوام 1999، 2000، 2002. وخرج من الجولة الرابعة عام 1999، ومن الجولة الأولى في المرتين الأخريين.

## أسلوبه
- يعتبر متخصصاً في افتتاحية جامبيت الملك والدفاع الصقلي وتفريعة دراغون.

## تصنيف
- بلغ تصنيف إيلو 2572 نقطة في يناير 2018.
- احتل التصنيف رقم 14 عالمياً في عام 2000 وفق تصنيفات الاتحاد الدولي للشطرنج.

## روابط خارجية
- ألكسي فيدوروف على موقع الاتحاد الدولي للشطرنج (الإنجليزية)
- ألكسي فيدوروف على موقع مباريات الشطرنج (الإنجليزية)
- ألكسي فيدوروف على موقع 365Chess.com (الإنجليزية)
- ألكسي فيدوروف على موقع Chesstempo.com (الإنجليزية)
- ألكسي فيدوروف سجل أولمبياد الشطرنج على موقع OlimpBase.org (الإنجليزية)